# Wenzel III av Böhmen
Wenzel III av Böhmen, ibland Wencel III av Böhmen, född 6 oktober 1289, död 4 augusti 1306, var en böhmisk kung.
Han efterträdde 1305 sin far Wenzel II av Böhmen som kung av Polen och Böhmen. Han hade även 1301 utsetts till kung av Ungern, men avsade sig 1305 den ungerska kungakronan. Han mördades redan 1306 efter ett år på tronen. Han var gift med Viola Elisabeth av Cieszyn.

## Galleri

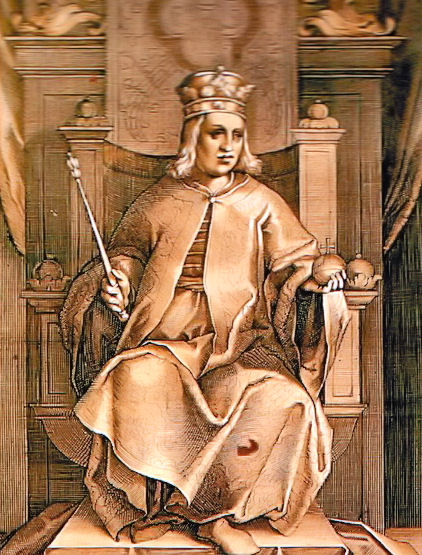
Wenzel III av Böhmen